# ギリシャ神話アドベンチャーゲーム
『ギリシャ神話アドベンチャーゲーム』（ギリシャしんわアドベンチャーゲーム、英語：Cretan Chronicles）はイギリスのゲームブックである。全3巻。著者はジョン・バターフィールド、デイビッド・ホニグマン、フィリップ・パーカーである。
日本では社会思想社から刊行された。翻訳は喜多元子である。

## 概要
ギリシャ神話を題材とした作品である。主人公はオリジナルの人物「アルテウス」で、テセウスの弟と設定されている。実在の神話では成功した冒険にテセウスが失敗したため、兄の衣鉢を継いでアルテウスが旅立つことになる。
神話や古代の風習など、システム上のゲーム目的とは直接関係のない背景が詳しく描写されており、奥行きのある格調高い作品に仕上げている。魅力的なディテールは読者に知識をもたらし、再読したいという意欲を促す。本作品はその点でマニアから愛されている。それまでのゲームブックの「まず謎を作って、それを物語化する」という手法とは反対に、「物語中の謎をゲームとして活かす」という方法をとっているのではないかと門倉直人は分析している。それらの謎のいくつかは解明されないままであり、読者が自力で答えを考えなければならない。
なお、この作品は悲劇である。最終巻の結末は後味の悪いものとなっている。

## あらすじ
アルテウスの復讐 (Bloodfeud of Altheus)
英雄テセウスは怪物ミノタウロスに敗れて死んだ。ヘルメス神の託宣でそのことを知ったテセウスの弟アルテウスは、母アイトラに見送られて故郷トロイゼンを旅立つ。
アテネの都にたどり着いたアルテウスは、アイゲウス王と父子の対面を果たす。アマゾンの襲撃を退けた後、ミノタウロスへの生贄として7組の男女を差し出すよう要求するクレタ島に乗り込むため、アルテウスは船出する。
アルテウスを乗せた船は海ヘビや嵐などの危険を潜り抜け、青銅巨人タロスの妨害をも越えて、ついにクレタへとたどり着く。
ミノス王の宮廷 (At The Court of King Minos)
クレタ島の王宮クノッソスに着いたアルテウスは、ミノス王の客として迎え入れられる。だがそこは陰謀渦巻く恐ろしい場所だった。王子クレムトンは素行不良で、彼の排除をもくろむ衛兵隊長ポリクラテスはアルテウスを利用しようとし、デメテル女神の高僧パングリオンはトラキア人を率いて土着のクレタ人と派閥争いを繰り広げている。そして王女アリアドネはこうした王宮の空気に嫌気が差しており、自分を連れ出してくれる救い手を待ち望んでいた。
神殿の地下に広がる迷宮に踏み入ったアルテウスは、その深奥でミノタウロスと対峙し、兄テセウスですら勝てなかったこの怪物を討ち取る。そして自らアルテウスの命を狙うミノス王をも倒し、地震によって崩壊した迷宮から脱出したアルテウスは、アリアドネを連れてアテネの若者たちとともにクレタを去る。
冒険者の帰還 (Return of The Wanderer)
ナクソス島にてアリアドネとの結婚式を挙げようとするアルテウスは、このまま彼女と結ばれてしまうと、ミノタウロスを含めて彼が手に掛けたクレタの王族と親戚関係になり、つまりは肉親殺しの罪を背負うことに思い至る。アルテウスはアリアドネを置き去りにして島を抜け出す。
アテネに凱旋したアルテウスだが、それと同時にアイゲウスが死去したため、王位を継ぐどころか「父の死を招いた」とされてイデゴン将軍によって都を追い出される。トロイを訪れたアルテウスは、滞在中だった従兄アグノステスの歓待を受けるが、円盤投げ競技で彼を事故死させてしまう。アルテウスは罪の穢れをはらう方法を求めて7年にわたり放浪と難破を繰り返した末、死者の国でテセウスから助言を得て、ピタロス一族の力を借りて身を清める。だが、死者の国ではアリアドネとの苦すぎる再会と別れも待っていた。
ようやくアテネにもどったアルテウスだったが、街はイデゴン将軍の息子のテセウスに支配され、アルテウスの名前を出すことさえ禁じられていた。そのままトロイゼンに帰還したアルテウスが目にしたのは、トロイ人たちの報復によって灰燼と化した故郷の無残な有様だった。天に呼ばわるアルテウスに神々からの答えは無く、そして、アリアドネが死と引き換えに産み落とした娘の復讐の刃が、いつか彼に向けられることを示唆して物語は終わる。

## ゲームの内容

### 能力
主人公アルテウスの能力は、4つの数値で表される。
- 攻撃点 - 原攻撃点は4。これに装備している武器の点数を加える。
- 防御点 - 原防御点は10。これに装備している防具の点数を加える。同種の防具は1つしか身につけられないが、種類さえ違えば複数装備可能。
- 名誉点 - 原名誉点は7。戦闘に勝てば増え、神に祈るときには捧げものとして減少する。0になった場合、ゼウスに祈らないと回復できない。
- 恥辱点 - 原恥辱点は0。降伏などの英雄らしからぬ行為をとると増加し、基本的に減少しない。この数値が名誉点を超えると、復活の余地なくゲームオーバーとなる。

第2巻でのみ、特殊な能力が付け加わる。
- 持久点 - ゲーム開始時は30。パンクラティオンの試合で使用する。
- 情報点 - ゲーム開始時は0。クレタの宮廷で得る軍事的知識を表し、第3巻でアテネに帰還したとき、名誉点に交換できる。

### 戦闘
戦いは突き（攻撃）と受け（防御）を交互に行う。基本的にアルテウスが先攻となる。
攻撃点にサイコロ2個の出目を加えた数値が敵の防御点以上であれば、攻撃は成功となる。出目が11 - 12であれば敵の能力にかかわらず攻撃は自動成功、2 - 3であれば自動失敗となる。打撃が命中した場合、敵の負傷度は健康→軽傷→重傷→死の順に1段階ずつ進行する。まだ敵が生きている場合、攻守を逆にして同じ処理を行う。複数の敵と戦う場合は1人ずつ相手をし、控えている仲間の人数分だけ敵の攻撃点が増加する。アルテウスが突きまたは受けを行う際、名誉点を流用して攻撃点や防御点に変換し、一時的に能力を高められる。名誉点を使いすぎたせいで恥辱点を下回ったとしても、戦闘中であればゲームオーバーにはならない。闘いに勝利して充分な名誉点を得ればゲームを続行できる。
負傷度が健康か軽傷であれば、1度だけ退却を試せる。サイコロ1個の出目が1 - 4の場合は成功する。退却を試みると成否いずれにせよ名誉点が1減少し、成功するとさらに恥辱点が1増加する。
重傷状態に陥ると著しく戦闘能力が低下し、攻撃時のサイコロが1個だけになる。出目が1の場合は自動失敗となり、自動成功はなくなる。戦闘参加者全員が重傷となった場合、サイコロは2個に戻る。人間との戦闘時に重傷になると、降伏を申し出ることができる。受け入れてもらえたら、所持する武器か防具のうち最高の物を奪われ、恥辱点1を負う。逆に敵が降伏した場合、武器か防具を1つ奪える。降伏した敵を殺害すると、恥辱点2を負う。
戦闘終了後、負傷度は健康状態に回復する。

### ヒントをつかむ
ゲームは基本的に文中の指示通りの項目をたどることで進行していくが、〈二九七〉のように山カッコでくくられた項目に来た場合、その数値に+20した項目へ進める。これを「ヒントをつかむ」と呼称する。
ヒントをつかむことで敵の弱点を見抜いたり隠された宝を発見できるが、余計なことをしたために名誉点を減らされたり恥辱点を負わされる場合もある。

### 神々
アルテウスの運命は気まぐれな神々の介入によって左右される。
まず、冒頭で6柱の中から守り神を選ぶ。授けてくれる恩寵は神によってそれぞれ異なる。
- アフロディテ - 美の女神。しばしば危難から遠ざけてくれる。
- アレス - 軍神。攻撃点に+2される。
- ポセイドン - 海神。航海中の危険から守ってくれる。
- アテナ - 知恵と防戦の女神。防御点+1。また、ヒントをつかんだ先での名誉点減少を無視できる。恥辱点のペナルティは受けねばならない。
- ヘラ - 神々の女王。夫であるゼウスに影響力を持つ。
- アポロ - 予言の神。ヒントをつかんだ先での名誉点や恥辱点に対するペナルティを無視できる。

その他の神々とは、ゲーム開始時には中立関係にあるが、冒険中の行動によって友好関係や敵対関係に推移し、それに応じて加護や神罰が与えられる。
大神ゼウスは別格の存在であり、関係が変化することはない。ゼウスへの助力の嘆願は各巻につき1度だけ行える。内容は以下のとおりである。
1. 恥辱点が名誉点を超えた以外の原因で死亡した場合に復活できる。このとき、恥辱点0、名誉点1の状態となる。
2. 名誉点をサイコロ1個分回復する。
3. 名誉点が0になった場合、これを1にする。
4. 神々との関係をすべて中立に戻す。

## 書誌情報
いずれも、著：ジョン・バターフィールド、デイビッド・ホニグマン、フィリップ・パーカー / 表紙イラスト：マイケル・エムデン / 本文イラスト：ダン・ウッズ / 日本語訳：喜多元子 / 発行：社会思想社〈現代教養文庫〉
1. 『アルテウスの復讐』1986年5月。ISBN 4-390-11181-7
2. 『ミノス王の宮廷』1986年7月。ISBN 4-390-11182-5
3. 『冒険者の帰還』1986年9月。ISBN 4-390-11183-3